# Charles Gordon, II conte di Aboyne
Charles Gordon, II conte di Aboyne (1670 – 1702), è stato un nobile scozzese.

## Biografia
Era il figlio di Charles Gordon, I conte di Aboyne e di sua moglie lady Elizabeth Lyon. Studiò alla Douai School, Berkshire.
Succedette al padre nel 1681.

## Matrimonio
Sposò, nel 1662, lady Elizabeth Lyon, figlia di Patrick Lyon, III conte di Strathmore e Kinghorne e di Helen Middleton. Ebbero quattro figli:
- Lady Helen Gordon (?-1731), sposò George Kinnaird, ebbero un figlio;
- John Gordon, III conte di Aboyne (?-1732);
- Lady Elizabeth Gordon (?-1770);
- Lady Grizel Gordon (?-1761), sposò James Grant, non ebbero figli.